# Liste der Lieder von Ashley Tisdale
Dies ist eine Liste der aufgenommenen und veröffentlichten Lieder der US-amerikanischen Pop-Sängerin Ashley Tisdale. Die Reihenfolge der Titel ist alphabetisch sortiert. Sie gibt Auskunft über die Urheber und auf welchem Tonträger die Komposition erstmals zu finden ist.

## A
| Titel                                                  | Autoren                                                                                     | Album                                    | Jahr |
| ------------------------------------------------------ | ------------------------------------------------------------------------------------------- | ---------------------------------------- | ---- |
| A Night to Remember (mit dem High School Musical Cast) | Mathew Gerrard, Robbie Nevil                                                                | High School Musical 3: Senior Year (OST) | 2008 |
| Acting Out                                             | Johan Alkenäs, David Jassy, Steve McMorran, Niclas Molinder, Joacim Persson, Ashley Tisdale | Guilty Pleasure                          | 2009 |
| All for One (mit dem High School Musical Cast)         | Matthew Gerrard, Robbie Nevil                                                               | High School Musical 2 (OST)              | 2007 |

## B
| Titel                              | Autoren                                         | Album                            | Jahr |
| ---------------------------------- | ----------------------------------------------- | -------------------------------- | ---- |
| Be Good to Me                      | Kara DioGuardi, Niclas Molinder, Joacim Persson | Headstrong                       | 2007 |
| Blame It on the Beat               | Adam Anders, Peer Astrom, Nikki Hassman         | Guilty Pleasure (Deluxe Edition) | 2009 |
| Bop to the Top (mit Lucas Grabeel) | Randy Peterson, Kevin Quinn                     | High School Musical (OST)        | 2006 |

## C
| Titel       | Autoren                                                     | Album           | Jahr |
| ----------- | ----------------------------------------------------------- | --------------- | ---- |
| Crank It Up | Johan Alkenäs, David Jassy, Niclas Molinder, Joacim Persson | Guilty Pleasure | 2009 |

## D
| Titel      | Autoren      | Album           | Jahr |
| ---------- | ------------ | --------------- | ---- |
| Delete You | Diane Warren | Guilty Pleasure | 2009 |

## E
| Titel            | Autoren                                                                       | Album           | Jahr |
| ---------------- | ----------------------------------------------------------------------------- | --------------- | ---- |
| Erase and Rewind | Johan Fransson, Tim Larsson, Tobias Lundgren, Niclas Molinder, Joacim Persson | Guilty Pleasure | 2009 |

## F
| Titel                        | Autoren                                                                | Album                       | Jahr |
| ---------------------------- | ---------------------------------------------------------------------- | --------------------------- | ---- |
| Fabolous (mit Lucas Grabeel) | Faye Greenberg, David Lawrence                                         | High School Musical 2 (OST) | 2007 |
| Feeling So Good              | Ashley Tisdale, John Feldmann, Scot Stewart, Dylan McLean, Rachel West | Symptoms                    | 2019 |

## G
| Titel           | Autoren                                     | Album                            | Jahr |
| --------------- | ------------------------------------------- | -------------------------------- | ---- |
| Gonna Shine     | Tim Heintz, Randy Petersen, Kevin Quinn     | Sharpay’s fabelhafte Welt (OST)  | 2011 |
| Guilty Pleasure | Lauren Christy, Graham Edwards, Scott Spock | Guilty Pleasure (Deluxe Edition) | 2009 |

## H
| Titel                                                  | Autoren                                                     | Album                                    | Jahr |
| ------------------------------------------------------ | ----------------------------------------------------------- | ---------------------------------------- | ---- |
| Hair                                                   | Warren Felder, Chasity Nwagbara, Andrew Wansel              | Guilty Pleasure                          | 2009 |
| He Said She Said                                       | Evan Bogart, Jonathan Rotem, Ryan Tedder                    | Headstrong                               | 2007 |
| Headstrong                                             | Lauren Christy, Graham Edwards, Adam Longlands, Scott Spock | Headstrong                               | 2007 |
| High School Musical (mit dem High School Musical Cast) | Mathew Gerrard, Robbie Nevil                                | High School Musical 3: Senior Year (OST) | 2008 |
| Hot Mess                                               | Heather Bright, Warren Felder                               | Guilty Pleasure                          | 2009 |
| How Do You Love Someone                                | Josh Alexander, Alaina Beaton, Billy Steinberg              | Guilty Pleasure                          | 2009 |
| Humuhumunukunukuapua’a (mit Lucas Grabeel)             | Faye Greenberg, David Lawrence                              | High School Musical 2 (OST)              | 2007 |

## I
| Titel                                                                            | Autoren                                                                | Album                                    | Jahr |
| -------------------------------------------------------------------------------- | ---------------------------------------------------------------------- | ---------------------------------------- | ---- |
| I Can’t Take My Eyes Off of You (mit Zac Efron, Vanessa Hudgens & Lucas Grabeel) | Mathew Gerrard, Robbie Nevil                                           | High School Musical (OST)                | 2006 |
| I Want It All (mit Lucas Grabeel)                                                | Mathew Gerrard, Robbie Nevil                                           | High School Musical 3: Senior Year (OST) | 2008 |
| I’m Back                                                                         | Lars Halvor Jensen, Dicky Klein, Johannes Joergensen, Frankie Storm    | Guilty Pleasure (Deluxe Edition)         | 2009 |
| If My Life Was a Movie                                                           | Ashley Tisdale                                                         | Guilty Pleasure (Deluxe Edition)         | 2009 |
| Insomnia                                                                         | Ashley Tisdale, John Feldmann, Scot Stewart, Dylan McLean, Fiona Bevan | Symptoms                                 | 2019 |
| Intro                                                                            | Jack D. Elliot                                                         | Headstrong                               | 2007 |
| It’s Alright, It’s Ok                                                            | Johan Alkenäs, David Jassy, Niclas Molinder, Joacim Persson            | Guilty Pleasure                          | 2009 |

## L
| Titel               | Autoren                                                                     | Album      | Jahr |
| ------------------- | --------------------------------------------------------------------------- | ---------- | ---- |
| Lemons              | Ashley Tisdale, Scot Stewart, Rachel West                                   | -          | 2020 |
| Looking Glass       | Ashley Tisdale, John Feldmann, Scot Stewart, Dylan McLean, Rachel West      | Symptoms   | 2019 |
| Love Me & Let Me Go | Ashley Tisdale, John Feldmann, Scot Stewart, Dylan McLean, Whitney Phillips | Symptoms   | 2019 |
| Love Me for Me      | Diane Warren                                                                | Headstrong | 2007 |

## M
| Titel          | Autoren                                   | Album                           | Jahr |
| -------------- | ----------------------------------------- | ------------------------------- | ---- |
| Masquerade     | Leah Haywood, Daniel James, Shelly Peiken | Guilty Pleasure                 | 2009 |
| Me Without You | Toby Gad, Lindy Robbins, Ashley Tisdale   | Guilty Pleasure                 | 2009 |
| My Boi and Me  | Amy Powers, Matthew Tishler               | Sharpay’s fabelhafte Welt (OST) | 2011 |

## N
| Titel                                           | Autoren                                                                       | Album                                    | Jahr |
| ----------------------------------------------- | ----------------------------------------------------------------------------- | ---------------------------------------- | ---- |
| New York’s Best Kept Secret                     | Faye Greenberg, David Lawrence                                                | Sharpay’s fabelhafte Welt (OST)          | 2011 |
| Not Like That                                   | Pelle Ankarberg, David Jassy, Niclas Molinder, Joacim Persson, Ashley Tisdale | Headstrong                               | 2007 |
| Now Or Never (mit dem High School Musical Cast) | Mathew Gerrard, Robbie Nevil                                                  | High School Musical 3: Senior Year (OST) | 2008 |

## O
| Titel     | Autoren                                                                       | Album           | Jahr |
| --------- | ----------------------------------------------------------------------------- | --------------- | ---- |
| Over It   | Michael Smith, Ashley Tisdale, Bryan Todd                                     | Headstrong      | 2007 |
| Overrated | Johan Alkenäs, Charlie Mason, Niclas Molinder, Joacim Persson, Ashley Tisdale | Guilty Pleasure | 2009 |

## P
| Titel      | Autoren                                 | Album      | Jahr |
| ---------- | --------------------------------------- | ---------- | ---- |
| Positivity | Samantha Jade, Shelly Peiken, Guy Roche | Headstrong | 2007 |

## S
| Titel                                                            | Autoren                                                                | Album                            | Jahr |
| ---------------------------------------------------------------- | ---------------------------------------------------------------------- | -------------------------------- | ---- |
| So Much for You                                                  | Lauren Christy, Graham Edwards, Adam Longlands, Scott Spock            | Headstrong                       | 2007 |
| Start of Something New (live) (mit dem High School Musical Cast) | Mathew Gerrard, Robbie Nevil                                           | High School Musical: The Concert | 2007 |
| Stick to the Status Quo (mit dem High School Musical Cast)       | Faye Greenberg, David N. Lawrence                                      | High School Musical (OST)        | 2006 |
| Still Into You (feat. Chris French)                              |                                                                        | -                                | 2016 |
| Suddenly                                                         | Janice Robinson, Ashley Tisdale                                        | Headstrong                       | 2007 |
| Switch                                                           | K. Akhurst, V. Pizzinga                                                | Guilty Pleasure                  | 2009 |
| Symptoms                                                         | Ashley Tisdale, John Feldmann, Scot Stewart, Dylan McLean, Rachel West | Symptoms                         | 2019 |

## T
| Titel               | Autoren                                                                | Album                            | Jahr |
| ------------------- | ---------------------------------------------------------------------- | -------------------------------- | ---- |
| Tell Me Lies        | J. Cates, Emanuel Kiriakou, Frankie Storm                              | Guilty Pleasure                  | 2009 |
| The Rest of My Life | Amy Powers, Matthew Tishler                                            | Sharpay’s fabelhafte Welt (OST)  | 2011 |
| Time’s Up           | Lauren Christy, Graham Edwards, Katy Perry, Scott Spock                | Guilty Pleasure (Deluxe Edition) | 2009 |
| True Romance        | Ashley Tisdale, John Feldmann, Scot Stewart, Dylan McLean, Rachel West | Symptoms                         | 2019 |

## U
| Titel          | Autoren                                                                | Album      | Jahr |
| -------------- | ---------------------------------------------------------------------- | ---------- | ---- |
| Under Pressure | Ashley Tisdale, John Feldmann, Scot Stewart, Dylan McLean, Rachel West | Symptoms   | 2019 |
| Unlove You     | Sarah Hudson, Shelly Peiken, Guy Roche                                 | Headstrong | 2007 |

## V
| Titel             | Autoren                                                                     | Album    | Jahr |
| ----------------- | --------------------------------------------------------------------------- | -------- | ---- |
| Vibrations        | Ashley Tisdale, John Feldmann, Scot Stewart, Dylan McLean, Rachel West      | Symptoms | 2019 |
| Voices In My Head | Ashley Tisdale, John Feldmann, Scot Stewart, Dylan McLean, Whitney Phillips | Symptoms | 2018 |

## W
| Titel                                                         | Autoren                                                                        | Album                            | Jahr |
| ------------------------------------------------------------- | ------------------------------------------------------------------------------ | -------------------------------- | ---- |
| We’ll Be Together                                             | Shelly Peiken                                                                  | Headstrong                       | 2007 |
| We’re All in This Together (mit dem High School Musical Cast) | Mathew Gerrard, Robbie Nevil                                                   | High School Musical (OST)        | 2006 |
| What I’ve Been Looking For (mit Lucas Grabeel)                | Andy Dodd, Adam Watts                                                          | High School Musical (OST)        | 2006 |
| What If                                                       | Johan Alkenäs, Kara DioGuardi, Niclas Molinder, Joacim Persson, Ashley Tisdale | Guilty Pleasure                  | 2009 |
| What Time Is It? (mit dem High School Musical Cast)           | Mathew Gerrard, Robbie Nevil                                                   | High School Musical 2 (OST)      | 2007 |
| Whatcha Waiting For                                           | Johan Alkenäs, David Jassy, Niclas Molinder, Joacim Persson, Ashley Tisdale    | Guilty Pleasure (Deluxe Edition) | 2009 |
| Work This Out (mit dem High School Musical Cast)              | Randy Petersen, Kevin Quinn                                                    | High School Musical 2 (OST)      | 2007 |

## Y
| Titel                                     | Autoren                            | Album                       | Jahr |
| ----------------------------------------- | ---------------------------------- | --------------------------- | ---- |
| You Are the Music in Me (Sharpay Version) | Jamie Houston                      | High School Musical 2 (OST) | 2007 |
| You’re Always Here                        | Christopher French, Ashley Tisdale |                             | 2013 |

## Cover
| Titel                                                                   | Autoren                                                          | Album                   | Jahr |
| ----------------------------------------------------------------------- | ---------------------------------------------------------------- | ----------------------- | ---- |
| A Dream Is a Wish Your Heart Makes (mit Disney Channel Circle of Stars) | Mack David, Al Hoffman, Jerry Livingston                         | DisneyMania 4 (Sampler) | 2006 |
| Don’t Touch (The Zoom Song)                                             | Adam Anders, Rasmus Bille Bähncke, Nikki Hassman, Rene Tromborg  | Headstrong              | 2007 |
| Goin’ Crazy                                                             | Pelle Ankarberg, Celetia Martin, Niclas Molinder, Joacim Persson | Headstrong              | 2007 |
| Heaven Is a Place on Earth                                              | Rick Nowels, Ellen Shipley                                       | Degree Girl: OMG! Jams  | 2008 |
| I Wanna Dance with Somebody (Who Loves Me)                              | George Merrill, Shannon Rubicam                                  | Degree Girl: OMG! Jams  | 2008 |
| Last Christmas                                                          | George Michael                                                   | Be Good to Me (Single)  | 2008 |
| Never Gonna Give You Up                                                 | Matt Aitken, Mike Stock, Pete Waterman                           | Degree Girl: OMG! Jams  | 2008 |
| Time After Time                                                         | Rob Hyman, Cyndi Lauper                                          | Degree Girl: OMG! Jams  | 2008 |
| Too Many Walls                                                          | Cathy Dennis, Anne Dudley                                        | Degree Girl: OMG! Jams  | 2008 |